# Ӿ
Das Ӿ,ӿ ist ein Buchstabe des kyrillischen Alphabets, welcher sich vom Х ableitet. Es handelt sich um das Zeichen für einen stimmlosen glottalen Frikativ. Verwendet wird er nur in der niwchischen Sprache, in dessen Alphabet er der 35. Buchstabe ist. In der lateinischen Transkription wird er als h dargestellt. In der russischen Transkription wird er als х oder gelegentlich auch als ҳ dargestellt. Inoffiziell wird der Buchstabe ӿ im kyrillischen Skript für Aserbaidschanisch anstatt des nichtslawischen һ benutzt.